# Meuleveld
Het Meuleveld is een villawijk in het dorp Hout-Blerick in de gemeente Venlo, in de Nederlandse provincie Limburg. De wijk ligt in het stadsdeel Blerick. De wijk wordt begrensd door de Baarlosestraat in het noordwesten, de A73 in het noordoosten, de uiterwaarden van de Maas in het zuidoosten en de Molenkampweg in het zuidwesten.

## Geschiedenis
Voordat de wijk werd ontwikkeld bestond het gebied voornamelijk uit glastuinbouw- en landbouwgrond. In de wijk zijn nog enkele huizen te vinden die duidelijk ouder zijn dan de overige bebouwing. Deze zijn gelegen aan de huidige Caesarlaan en Meuleveldlaan, in het verlengde van de Zalzerskampweg.
In 1975 begon men met de bouw van de villawijk. Als fundering gebruikte men het puin van de binnenstad die was ontstaan door bombardementen aan het eind van de Tweede Wereldoorlog. De wijk is voornamelijk in twee delen ontwikkeld: Meuleveld I vanaf 1975 en het zuidelijker gelegen Meuleveld II tussen 1978 en 1980. Rond 2005 zijn 22 woningen gebouwd op en rond het voormalige terrein van transportbedrijf Beeren.

## Naamgeving
De naam van de wijk (Meuleveld is Venloos dialect voor 'Molenveld') verwijst naar de 19e-eeuwse watermolen die aan de zuidzijde van de wijk staat aan de Springbeek, dicht bij de plaats waar deze in de Maas uitmondt.
De straatnamen zijn vernoemd naar Romeinse schrijvers en dichters (Meuleveld I) en Romeinse keizers (Meuleveld II). De uitzonderingen hierop zijn de Meuleveldlaan (de wijkontsluitingsweg) en de Gorizialaan, vernoemd naar de Italiaanse stad Gorizia, een voormalige partnerstad van de gemeente Venlo.
In de naamgeving van de straten schuilt een verwijzing naar de Romeinse oorsprong van Blerick (legerplaats Blariacum).

## Ruimtelijke kenmerken
De straten kunnen in drie typen worden onderscheiden:
- brede hoofdstraten, met geasfalteerde wegen met aan beide zijden bomen (eiken of linden), trottoirs en plantsoenen
- zijstraten, met klinkerbestrating en aan één zijde bomen, een trottoir en plantsoen
- woonerf (Senecalaan)

De wijk wordt gekenmerkt door huizen van bovengemiddelde grootte, veelal vrijstaand of geschakeld. De hoofdstraten worden gedomineerd door vrijstaande woningen en de meeste geschakelde woningen zijn langs de zijstraten gesitueerd. De huizen aan de Maas zijn in het algemeen groter dan in de rest van de wijk.
Centraal in de wijk ligt een parkje met een kinderspeelplaats en een trapveldje. Er zijn geen winkels of andere voorzieningen.

## Ontsluiting
De Meuleveldlaan is vanuit 2 richtingen de toegangsweg van de wijk en sluit aan op de Baarlosestraat (hoofdtoegang) en de Van Boerlostraat. Voor autoverkeer is de wijk ook toegankelijk via de Romeinenweg aan de Maaszijde.
Daarnaast zijn er enkele andere toegangen voor fietsers en voetgangers, waarvan de oversteekplaats tussen de Caesarlaan en de Zalserskampweg de belangrijkste is en de verbinding vormt met de dorpskern van Hout-Blerick.
Er rijdt geen bus door de wijk. De dichtstbijzijnde bushaltes liggen aan de Baarlosestraat en aan de Helmusweg (Arriva lijn 377) en in de naburige wijk Sint-Annakamp (Willem de Zwijgerstraat, Arriva lijn 1).